# 蒂西 (上萨瓦省)
蒂西（法語：Thusy，法語發音：[tyzi]）是法国上萨瓦省的一个市镇，属于阿讷西区。

## 地理
蒂西（45°56'51"N, 5°56'56"E）面积10.74 平方千米，位于法国奥弗涅-罗讷-阿尔卑斯大区上萨瓦省，该省份为法国东部省份，历史上为薩伏依的一部分，北与瑞士接壤，西接安省，南至萨瓦省，东与瑞士和意大利接壤。
与蒂西接壤的市镇（或旧市镇、城区）包括：希伊、芒托内苏克莱蒙、圣厄塞布、锡兰日、沃村。

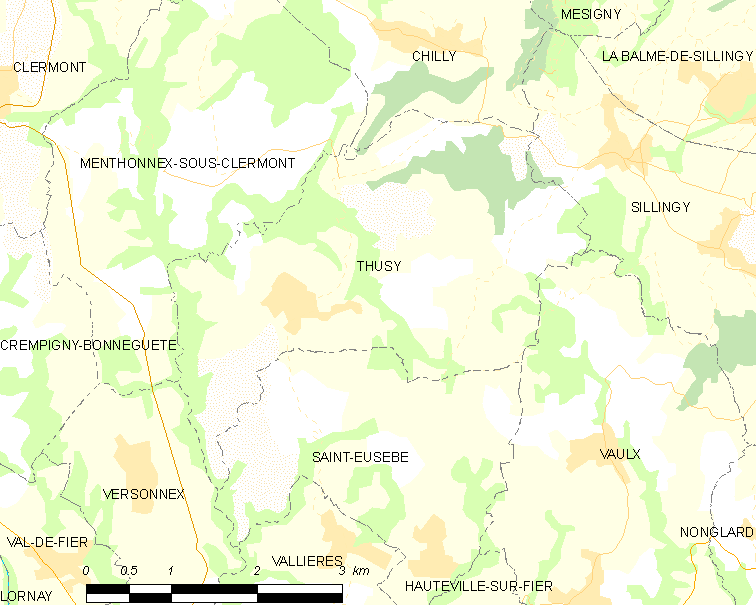
的OSM定位图

蒂西的时区为UTC+01:00、UTC+02:00（夏令时）。

## 行政
蒂西的邮政编码为74150，INSEE市镇编码为74283。

## 政治
蒂西所属的省级选区为吕米伊县。

## 人口

1962-2008年间人口变化图示

蒂西于2022年1月1日时的人口数量为1166人。